# Патіу-ду-Колежіу
23°32′53″ пд. ш. 46°37′57″ зх. д. / 23.548056° пд. ш. 46.6325° зх. д.
Патіу-ду-Колежіу (порт. Pátio do Colégio, за старим написанням Pateo do Collegio — «шкільний двір») — історична єзуїтська церква і школа у місті Сан-Паулу. Також під цією назвою відома площа напроти церкви.
Патіу-ді-Колежіу позначає місце, де було засноване місто Сан-Паулу-дус-Кампус-ді-Піратінінга (São Paulo dos Campos de Piratininga), майбутнє місто Сан-Паулу. Місто було засноване як християнська місія єзуїтськими місіонерами Мануелем да Нобрега, Жозе ді Анш'єта та іншими в глибині Бразилії. Поселення було засноване на плато між двома річками, Тамандуатеї та Анангабау, і було зв'язане з узбережжям гірською стежкою через ліси.
Офіційною датою заснування міста вважається 25 січня 1554, коли священики відслужили месу на честь відкриття єзуїтської школи. Спочатку будівля церкви та школи була дерев'яною хатинкою із солом'яним дахом. В 1556 році під керівництвом падре Афонсу Браза були збудовані нові будівлі для школи та церкви, що будувалися з глини (taipa de pilão). Ці будівлі залишалися центром релігійного та культурного життя поселення протягом наступних двох століть.
З самого початку діяльність єзуїтів по перетворенню індіанців на християнство вступала у конфлікт з інтересами багатьох переселенців, для яких індіанці були джерелом рабської праці та які заробляли на їх продажу. Експедиції бандейрантів за рабами були важливим елементом економічної активності регіону. У результаті рабовласницькі інтереси в колонії перемогли та єзуїта було наказано покинути колонію в 1640 році, що привело до занепаду міста. В 1653 році, проте, єзуїтам було дозволено повернутися до цього поселення, а школа й церква були відновлені.
В 1759 році єзуїтам знов було наказано залишити Бразилію, цього разу через вигнання їх зі всіх португальських володінь за наказом голови португальського уряду Себастьяна Жозе Помбала. Єзуїтські будівлі перейшли у володіння губернатора колонії Сан-Паулу та стали виконувати адміністративні функції, ця роль збереглася до середини XX століття. Будівлі кілька разів ремонтувалися та перебудовувалися, зокрема після обвалення даху церкви в 1896 році, в результаті чого їх стиль істотно змінився.
В 1953 році під час святкування 400-ї річниці заснування міста будівлі та навколишню територію повернуто Єзуїтському ордену. За допомогою зображень XIX століття та завдяки простому стилю церква та школа були перебудовані з метою повернути їм колоніальний вигляд, зокрема оформити у стилі маньєризму, популярного в колонії.
З 1979 в колегії почав працювати музей, присвячений падре Жозе ді Анш'єта, засновнику колегії. Музей містить понад 600 предметів, включаючи картини колоніального періоду, церковні речі та скульптури, документи та зображення, що стосувалися діяльності єзуїтів у Бразилії. Також у колекції є портрети XVII століття, що зображають Жозе ді Анш'єту та падре Антоніу Віейру, іншого видатного єзуїтського діяча. Цікавою є і масштабна модель району Патіу-ді-Колежіу на момент заснування Сан-Паулу та панелі, що показують розвиток міста протягом століть.

## Ресурси Інтернету
- Офіційний сайт Pateo do Collegio
- Eduardo Bueno. Coleção Terra Brasilis Volume 4 — A Coroa, a Cruz e a Espada. Ed. Objetiva. Rio de Janeiro, 2006. (in Portuguese)